# Frédéric-Guillaume de Saxe-Meiningen
Frédéric-Guillaume (16 février 1679, Ichtershausen – 10 mars 1746, Meiningen) est duc de Saxe-Meiningen de 1743 à sa mort.

## Biographie
Il est le cinquième fils de Bernard Ier de Saxe-Meiningen et de sa première épouse, Marie-Hedwige de Hesse-Darmstadt. Il devient duc après la mort de son neveu Charles-Frédéric. Jamais marié, il meurt en 1746 et le duché passe à son demi-frère cadet, Antoine-Ulrich.